# Le Contribuable
Le Contribuable (en luxembourgeois : De Steierzueler et en allemand : Der Steuerzahler) est un ancien parti politique luxembourgeois. Il participe uniquement aux élections législatives du 13 juin 1999 avant de disparaître.
Le Contribuable était un parti issue de la classe moyenne qui avait milité pour que les dépenses publiques soient réduites ainsi que pour plus de transparence dans le budget de l'État. En 1999, il participe aux élections législatives seulement dans la circonscription Centre du pays, dans laquelle il se place en huitième et dernière position, avec seulement 1,26 % des voix. Cela représentait 0,36 % des voix à l'échelle nationale.
Un important nombre de votes ont été attribués au chef de file Jhemp Bertrand, conseiller communal de longue date de la commune de Schuttrange et résistant fiscal qui avait déjà concouru à d'autres élections sous la bannière d'autres partis.

## Résultats électoraux
| Année | %    | Rang | Sièges | Gouvernement |
| ----- | ---- | ---- | ------ | ------------ |
| 1999  | 0,36 | 8e   | 0 / 60 | ─            |